# Louis-Honoré Fréchette
Louis-Honoré Fréchette (ur. 16 listopada 1839 w Lévis, zm. 31 maja 1908 w Montrealu) – kanadyjski poeta, pisarz i dramaturg francuskojęzyczny i polityk.

## Życiorys
W 1864 ukończył studia prawnicze na Uniwersytecie Laval, po czym wyjechał do Chicago, gdzie wydawał konserwatywne pismo „Observateur”. W 1868 opublikował pamflet przeciwko Konfederacji Kanady Voix d’un exilé (Głos uchodźcy), w którym krytykował polityczne i klerykalne stosunki panujące w Quebecu i idealizował Republikę Francuską. W 1871 wrócił do Quebecu i podjął działalność polityczną, 1874-1878 reprezentował miasto Québec jako liberalny poseł do parlamentu federalnego. W 1892 i 1900 wydał opowiadania zabarwione lokalnym kolorytem - Originaux et détraqués i La Noël au Canada. Napisał też popularne w XIX wieku dramaty historyczne - Félix Poutré (1871), Le retour de l’exil (1880) i Papineau (1880). W 1879 opublikował zbiór wierszy Les fleurs boréales..., w których poruszał wielkie tematy historyczne. W 1889 wydał w Paryżu wierszowaną epopeję La légende d’un peuple, zainspirowaną Legendą wieków Victora Hugo. Obok François Xaviera Garneau i Octave Crémazie był najwybitniejszym przedstawicielem kanadyjskiego romantyzmu. 
W Polsce jego wiersze ukazały się w tomie Kwiaty północne i inne wiersze (2014) w tłumaczeniu Ryszarda Mierzejewskiego.